# Rádio Popular-Onda/Saison 2013
Dieser Artikel listet Erfolge und Fahrer des Radsportteams Rádio Popular-Onda in der Saison 2013 auf.

## Erfolge in der UCI Europe Tour
In den Rennen der Saison 2013 der UCI Europe Tour gelangen die nachstehenden Erfolge.
| Datum    | Rennen                      | Kat. | Sieger       |
| -------- | --------------------------- | ---- | ------------ |
| 20. März | 1. Etappe Volta ao Alentejo | 2.2  | Daniel Silva |

## Abgänge – Zugänge
| Zugänge             | Team 2012            | Abgänge         | Team 2013          |
| ------------------- | -------------------- | --------------- | ------------------ |
| Javier Ramírez      | Andalucía            | José Gonçalves  | La Pomme Marseille |
| Virgilio dos Santos | LA Aluminios-Antarte | Delio Fernández | OFM-Quinta da Lixa |
| Gonçalo Amado       | Neoprofi             | Hélder Oliveira | OFM-Quinta da Lixa |
| Carlos Carneiro     | Neoprofi             | João Cabreira   | OFM-Valongo        |
| Ricardo Ferreira    | Neoprofi             | Bruno Lima      | Unbekannt          |
| Adrián López        | Neoprofi             |                 |                    |
| Nuno Bico           | Neoprofi             |                 |                    |

## Mannschaft
| Name                | Geburtstag         | Nationalität |
| ------------------- | ------------------ | ------------ |
| Gonçalo Amado       | 9. Februar 1994    | Portugal     |
| Nuno Bico           | 3. Juli 1994       | Portugal     |
| Carlos Carneiro     | 5. Januar 1994     | Portugal     |
| Ricardo Ferreira    | 21. September 1992 | Portugal     |
| Domingos Gonçalves  | 13. Februar 1989   | Portugal     |
| David Gutiérrez     | 2. April 1982      | Spanien      |
| Adrián López        | 21. März 1990      | Spanien      |
| Javier Ramírez      | 14. März 1978      | Spanien      |
| Virgilio dos Santos | 29. Mai 1976       | Portugal     |
| Daniel Silva        | 8. Juni 1985       | Portugal     |
| Célio Sousa         | 31. März 1987      | Portugal     |